# Koilpalayam
Koilpalayam es una ciudad censal situada en el distrito de Coimbatore en el estado de Tamil Nadu (India). Su población es de 5025 habitantes (2011).

## Demografía
Según el censo de 2011 la población de Koilpalayam era de 5025 habitantes, de los cuales 2525 eran hombres y 2520 eran mujeres. Koilpalayam tiene una tasa media de alfabetización del 81,81%, superior a la media estatal del 80,09%: la alfabetización masculina es del 87,61%, y la alfabetización femenina del 76,15%.